# Westfield Valley Fair

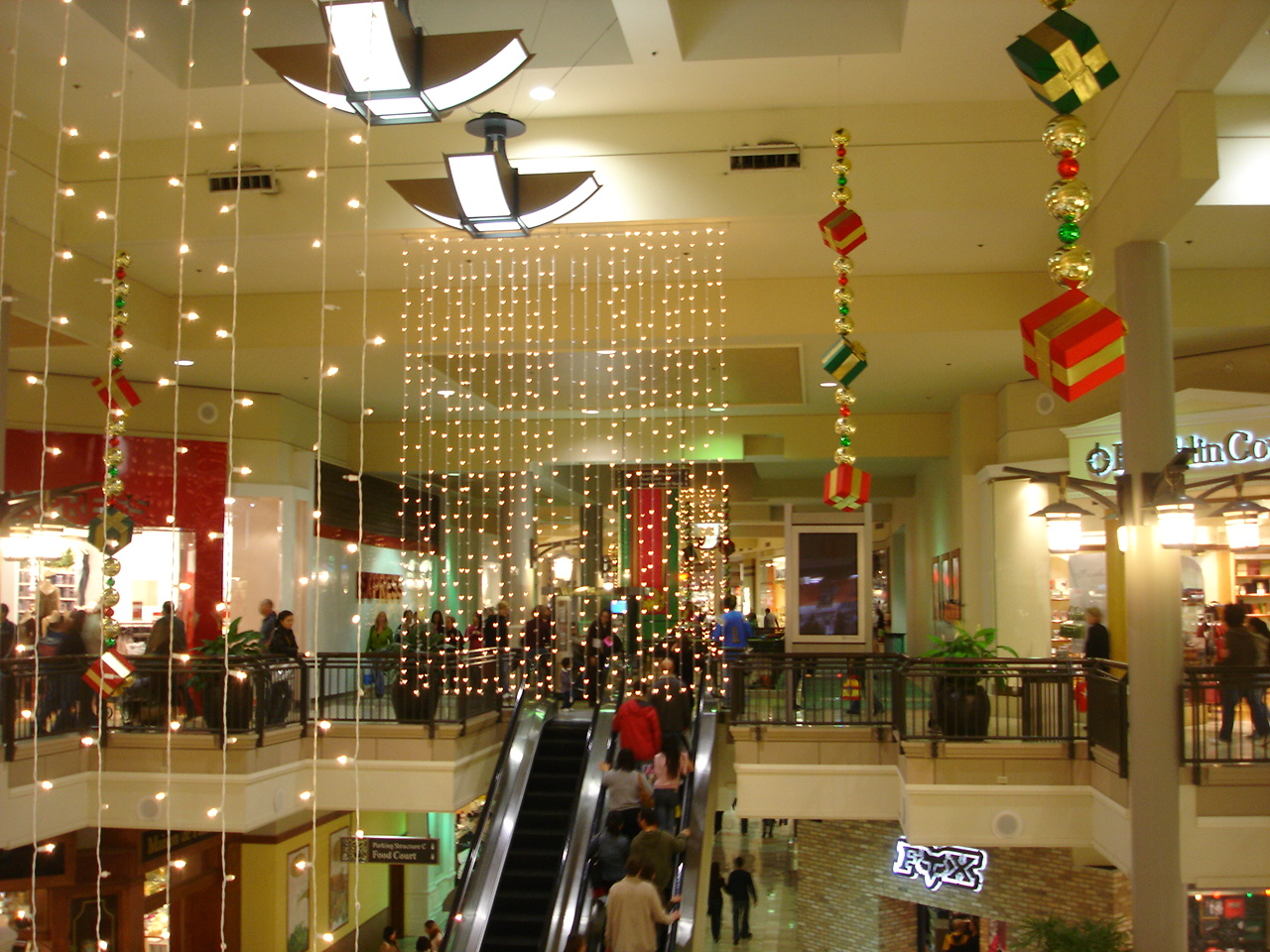
Westfield Valley Fair

Westfield Valley Fair (ook bekend als Valley Fair) is een luxe-winkelcentrum in San Jose en Santa Clara, in de Amerikaanse staat Californië. Het is in het bezit van de Westfield Group, een Australisch bedrijf. Er zijn 194 winkels, 9 restaurants en een food court met 17 eetgelegenheden. Het is een van de grootste winkelcentra van Noord-Californië en het ligt vlak bij een ander winkelcomplex, Santana Row. Westfield Valley Fair heeft het grootste verkoopvolume per vierkante meter van Californië.